# Reserva Extrativista de Cassurubá
A reserva extrativista de Cassurubá é uma unidade de conservação federal do Brasil categorizada como reserva extrativista e criada por Decreto Presidencial em 5 de junho de 2009 numa área de 100.687 hectares nos municípios de Alcobaça, Caravelas e Nova Viçosa, no estado da Bahia.